# Peter Gremmelsbach
Peter Gremmelsbach (* unbekannt, Herkunftsort: Villingen; † 7. Februar 1512) war von 1496 bis zu seinem Tod 1512 Abt des Benediktinerklosters St. Peter auf dem Schwarzwald. Er wurde bekannt durch eine Pergamenthandschrift über die Zähringer und sein Kloster, die er zwischen 1497 und 1500 anlegte und die aufgrund eines darin enthaltenen Nekrologs in der frühen Neuzeit als Liber vitae bezeichnet wurde.
Gremmelsbach stilisiert sich in der Handschrift als dritter Erbauer des Klosters, nach dem zähringischen Stifter Berthold II. (1078–1111) und Abt Walter (1275–1291), die Handschrift enthält zudem einen einleitenden Bericht, eine „Zähringergenealogie“ und eine Äbteliste. Das Werk Gremmelsbachs erscheint damit als Teil der Zähringermemoria, der Wiederherstellung des Stiftergedenkens in St. Peter, als benediktinische Geschichtsschreibung über ein benediktinisches Kloster.
Gremmelsbach bemühte sich als Abt zunächst um Wiederherstellung und Weihe der 1437 niedergebrannten Klosterkirche. Im Jahr 1500 konnte er dieses Ziel erreichen. Der Sicherung der Rechte und Einkünfte des Klosters galten die 1498 und 1499 erfolgten Privilegierungen des deutschen Königs und späteren Kaisers Maximilian I. (1493–1519) und Papst Alexanders VI. (1492–1503), eine Ablassurkunde von 1500 und ein kurz nach 1497 verfasstes Urbar. Hinzu traten Bestrebungen zur Erneuerung des Klosterlebens mit Hilfe des Stiftergedenkens. Von den weitverbreiteten Ordensreformen des 15. Jahrhunderts war St. Peter jedoch kaum beeinflusst.
Unter seiner Herrschaft wurde 1507 mit dem Erwerb eines Hauses der Grundstein für den Peterhof gelegt, der später zur Freiburger Dependance der Äbte von St. Peter wurde.

## Editionen
- Franz Ludwig Baumann: Necrologium Minus Monasterii S. Petri Nigrae Silvae. In: Monumenta Germania Historica. Antiquitates. Necrologia Germaniae. 1. Dioceses Augustensis, Constantiensis, Curiensis. Berlin 1888, S. 334–338 (Digitalisat) – Rekonstruktion des Nekrologs nach den von Gremmelsbach überlieferten Daten (zu Baumanns Editionen siehe Mertens 2001, S. 229)
- Franz Ludwig Baumann: Geschichtliches aus St. Peter. 13. bis 18. Jahrhundert. In: Freiburger Diöcesan-Archiv 14 (1881), S. 65–95 – Edition der übrigen Teile der Handschrift mit starken Eingriffen in die Ordnung der Texte